# Hans Spemann
Hans Spemann (Stuttgart 27. lipnja 1869. – Freiburg, 9. rujna 1941.), njemački embriolog, nobelovac.
Hans Spemann dobio je 1935. godine Nobelovu nagradu za fiziologiju ili medicinu za svoje otkriće učinka danas poznatog kao embrionalna indukcija (interakcija među skupinama embrionalnih stanica što dovodi do aktiviranja određenih gena, čije aktiviranje dovodi do razvoja određenih tkiva i organe, tj. do specifične morfogeneze i diferencijacije stanica).

## Vanjske poveznice
- (engl.)Web stranica o Hans Spemannu
- (engl.)Nobelova nagrada - životopis